# Playa Baracoa
Playa Baracoa är en strand i Kuba.   Den ligger i provinsen Artemisa, i den västra delen av landet, 21 km väster om huvudstaden Havanna.